# Vloeroppervlak

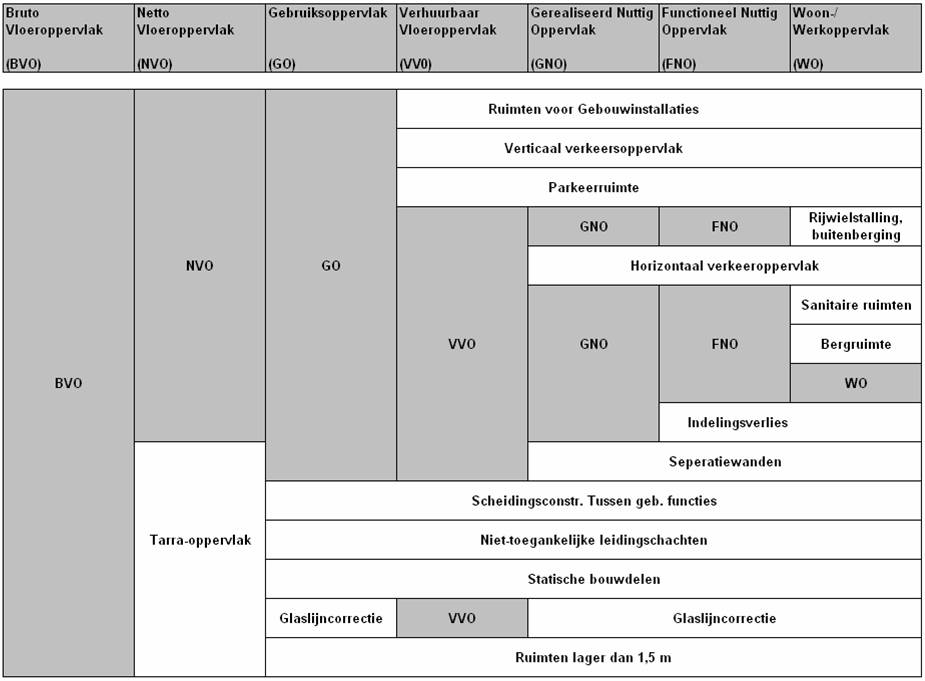
Vloeroppervlakte schematisch ingedeeld (klik op de afbeelding voor een vergroting)

De vloeroppervlakte (VO) van een gebouw geeft, in bepaalde mate, de grootte van het gebouw weer. Vloeroppervlakte wordt in vierkante meter (m²) uitgedrukt.
Berekeningen: Lengten in één richting ten minste in decimeters bepalen. Product van lengten in twee richtingen, ten minste in centimeters bepalen.

## Bruto-vloeroppervlakte (BVO)
Dit betreft de vloeroppervlakte van de ruimte, dan wel van meerdere ruimten van een vastgoedobject gemeten (volgens NEN 2580) op vloerniveau langs de buitenomtrek van de (buitenste) opgaande scheidingsconstructie, die de desbetreffende ruimte(n) omhullen.
Ter aanvulling op bovenstaande geldt het volgende:
- Indien een binnenruimte aan een andere binnenruimte grenst, moet worden gemeten tot het hart van de betreffende scheidingsconstructie.
- Indien een gebouwgebonden buitenruimte aan een binnenruimte grenst, moet het grondvlak van de scheidingsconstructie volledig worden toegerekend aan de bruto-vloeroppervlakte van de binnenruimte.

De BVO van een overdekte gebouwgebonden buitenruimte, die niet of slechts gedeeltelijk omsloten is en daardoor geen vaste buitenbegrenzing heeft, is gelijk aan de verticale projectie van het overdekkende bouwdeel, ongeacht de vloerconstructie of de wijze van verharding.
Bij de bepaling van de BVO wordt niet meegerekend; een schalmgat of een vide, indien het grondvlak daarvan groter is dan 4 m². Bij bepaling van de grenslijn, moet een incidentele nis of uitsparing en een incidenteel uitspringend bouwdeel worden genegeerd, indien het grondvlak daarvan kleiner is dan 0,5 m².

### Bruto-vloeroppervlakte van een gebouw
De BVO van een gebouw is de som van de bepaalde BVO van alle tot het gebouw behorende binnenruimten.
Bovendien moet tot de BVO van een gebouw worden gerekend:
- De oppervlakte van een trapgat, een liftschacht en leidingschacht op elk vloerniveau.
- De oppervlakte van een vrijstaande uitwendige kolom, indien deze groter is dan 0,5 m².

De oppervlakte van buitenruimten zoals loggia's, balkons, niet gesloten galerijen, dakterrassen en dergelijke worden niet tot de BVO van een gebouw gerekend.

### Bruto-vloeroppervlakte van overdekte gebouwgebonden buitenruimten van een gebouw
De BVO van de overdekte gebouwgebonden buitenruimten van een gebouw is de som van de bepaalde BVO van alle tot het gebouw behorende overdekte gebouwgebonden buitenruimten.
Open brand- of vluchttrappen aan de buitenzijde van het gebouw moeten bij de bepaling van de BVO van gebouwgebonden buitenruimten niet worden meegerekend.

### Bruto-vloeroppervlakte van de niet-overdekte gebouwgebonden buitenruimten van een gebouw
De BVO van de niet-overdekte gebouwgebonden buitenruimten van een gebouw is de som van de bepaalde BVO van alle tot het gebouw behorende niet-overdekte gebouwgebonden buitenruimten.
Open brand- of vluchttrappen aan de buitenzijde van het gebouw moeten bij de bepaling van de BVO van gebouwgebonden buitenruimten niet worden meegerekend.

## Netto-vloeroppervlakte (NVO)
NVO van een ruimte, dan wel de som van de netto-vloeroppervlakten van meerdere ruimten, gemeten op vloerniveau tussen de begrensde opgaande scheidingsconstructie van de afzonderlijke daartoe behorende ruimte(n). De NVO van een overdekte gebouwgebonden buitenruimte, die niet of slechts gedeeltelijk is omsloten en daardoor geen vaste buitenomgrenzing heeft, is gelijk aan de verticale projectie van het overdekkende bouwdeel, ongeacht de vloerconstructie of de wijze van verharding.
Bij bepaling van de NVO wordt niet meegerekend:
- Een schalmgat of een vide, indien de oppervlakte daarvan groter is dan 4 m²
- De oppervlakte van delen van vloeren, waarboven de nettohoogte kleiner is dan 1,5 m
- Een vrijstaande kolom of een vrijstaande dragende wandschijf, indien het grondvlak daarvan groter is dan 0,5 m²
- De oppervlakte van een vrijstaande niet-toegankelijke leidingschacht, indien het grondvlak daarvan groter is dan 0,5 m²

Bij de bepaling van de grenslijn moet een incidentele nis of uitsparing en een incidenteel uitspringend bouwdeel worden genegeerd, indien het grondvlak daarvan kleiner is dan 0,5 m².

### Netto-vloeroppervlakte van een gebouw
De NVO van een gebouw is de som van de bepaalde NVO van alle tot het gebouw behorende binnenruimten. De oppervlakte van een trapgat, een liftschacht en een toegankelijke leidingschacht moet op elke bouwlaag tot de NVO van een gebouw worden gerekend.

### Netto-vloeroppervlakte van overdekte gebouwgebonden buitenruimten van een gebouw
De NVO van de overdekte gebouwgebonden buitenruimten van een gebouw is de som van de bepaalde NVO van alle tot het gebouw behorende overdekte gebouwgebonden buitenruimten. Open brand- of vluchttrappen aan de buitenzijde van het gebouw moeten bij de bepaling van de NVO van gebouwgebonden buitenruimten niet worden meegerekend.

### Netto-vloeroppervlakte van niet-overdekte gebouwgebonden buitenruimten van een gebouw
De NVO van de niet-overdekte gebouwgebonden buitenruimten van een gebouw is de som van de bepaalde NVO van alle tot het gebouw behorende niet-overdekte gebouwgebonden buitenruimten. Open brand- of vluchttrappen aan de buitenzijde van het gebouw moeten bij de bepaling van de NVO van gebouwgebonden buitenruimten niet worden meegerekend.

## Tarraoppervlakte (TO)
De tarraoppervlakte van een ruimte, van een groep van ruimten of van een gebouw is gelijk aan het verschil van de BVO en de NVO van de desbetreffende ruimte, groep van ruimten of het gebouw.

## Gebruiksoppervlakte (GO)
De GO is dat deel van de vloeroppervlakte dat direct gericht is op de doelstelling en het gebruik van het gebouw of van afzonderlijke delen van het gebouw. Het verschil tussen de GO en de NVO is dat de niet dragende binnenwanden bij de bepaling van de GO geen rol spelen. Van de GO wordt een aantal ruimten en voorzieningen uitgezonderd, waarvan bij voorbaat vaststaat dat ze qua bestemming en inrichting ongeschikt zijn als verblijfsruimte voor personen.
De GO van een ruimte of van een groep van ruimten is het oppervlak, gemeten op vloerniveau, tussen de opgaande scheidingsconstructies die de desbetreffende ruimte of groep van ruimten omhullen.
Bij de bepaling van de GO worden niet meegerekend:
- De oppervlakte van delen van vloeren, waarboven de nettohoogte kleiner is dan 1,5 m, met uitzondering van vloeren onder trappen, hellingsbanen e.d.
- Een trapgat, liftschacht of vide, indien de oppervlakte daarvan groter is dan 4 m²
- Een vrijstaande bouwconstructie, niet zijnde een trap, en een leidingschacht, indien de horizontale doorsnede daarvan groter is dan 0,5, en een dragende (binnen)wand.

Bij de bepaling van de grenslijn moet een incidentele nis of uitsparing en een incidenteel uitspringend bouwdeel worden genegeerd, indien het grondvlak daarvan kleiner is dan 0,5 m².

### Toe te delen van de GO van gemeenschappelijke ruimten
De bepaalde GO van een in een woongebouw gelegen woning of een in een logiesgebouw gelegen logiesverblijf, wordt vermeerderd met een deel van de GO van de in dat gebouw gelegen gemeenschappelijke ruimten waarop die woning of dat logiesverblijf is aangewezen, met inbegrip van de gemeenschappelijke verkeersruimten, met dien verstande dat die gemeenschappelijke ruimten moeten zijn opgevat als een groep van ruimten. De omvang van dat deel moet zijn bepaald naar evenredigheid van de omvang van de bepaalde gezamenlijke GO van de op die gemeenschappelijke ruimten aangewezen woningen of logiesverblijven.
Indien ten minste 95% van de GO van de in dat gebouw aanwezige gemeenschappelijke ruimten is aan te merken als gemeenschappelijke verkeersruimten, mag het bovenstaande buiten toepassing blijven.

### Toe te rekenen delen van de GO van algemene ruimten
De bepaalde GO van een deel van een niet tot bewoning bestemd gebouw met slechts een gebouwfunctie wordt, indien in dat gebouw twee of meer gebouwfuncties aanwezig zijn, vermeerderd met een deel van de GO van de in dat gebouw gelegen algemene ruimten. De omvang van dat deel is aangewezen, zij het dat die ruimten moeten zijn opgevat als een groep van ruimten. De omvang van dat deel van de GO moet zijn bepaald naar evenredigheid van de omvang van de bepaalde gezamenlijke GO van de op die algemene ruimten aangewezen afzonderlijke gebouwfuncties.

### GO van een gebouw
De GO van een woongebouw of logiesgebouw (bijvoorbeeld een hotel of een campus) is de som van de GO van de in dat gebouw gelegen woningen logiesverblijven. De GO van een gebouw waarin meer dan een gebouwfunctie is gelegen, is de som van de GO van de in dat gebouw gelegen gebouwfuncties.

## Verhuurbare vloeroppervlakte (VVO)
VVO wordt gebruikt in relatie tot kantoren of kantooreenheden.
De Verhuurbare Vloeroppervlakte van een gebouw is in het spraakgebruik de VVO, dit is dus iets anders dan de term Verkoopoppervlakte, ook VVO, die men binnen de retail gebruikt. De verkoopoppervlakte is het nuttig (bruikbare) vloeroppervlak voor winkels inclusief de etalages.
De VVO van een ruimte of een groep ruimten is de oppervlakte, gemeten op vloerniveau, tussen de opgaande scheidingsconstructies, die de desbetreffende ruimte of groep van binnenruimten omhullen. Waar gelijke gebouwfuncties aan elkaar grenzen, wordt gemeten tot het hart van de betreffende scheidingsconstructie.
Ter plaatse van raamopeningen wordt gemeten tot aan de binnenzijde van het glas op 1,5 m boven de vloer en ter breedte van deze raamopeningen.
Bij de bepalingen van de VVO wordt niet meegerekend:
- Een ruimte die dient voor het onderbrengen of bedienen van gebouwinstallaties;
- Een trappenhuis, met inachtneming van de een-op-eenregel;
- Een voorziening voor verticaal verkeer, trapgat of liftschacht;
- Toegangssluizen naar Trappenhuizen indien de sluis uitsluitend toegang biedt tot het trappenhuis;
- Een schalmgat of vide, indien de oppervlakte daarvan groter is dan of gelijk is aan 4,0 m²;
- Een ruimte die dient voor het parkeren van motorvoertuigen;
- De oppervlakte van delen van vloeren waarboven de nettohoogte kleiner is dan 1,5 m;
- Een vrijstaande bouwconstructie en een leidingschacht indien de horizontale doorsnede daarvan - bij schuine kolommen inclusief het gedeelte van de ruimte daaronder dat lager is dan 1,5 m - groter is dan of gelijk is aan 0,5 m²;
- Een dragende binnenwand;
- Een ruimte voor horizontaal verkeer indien deze uitsluitend dient voor het bereiken van een installatieruimte of een nooduitgang, met inachtneming van de een-op-eenregel.

een-op-eenregel: een trapbordes wordt als voorziening voor verticaal verkeer gerekend, tenzij de NVO van de hierop aansluitende verhuurbare ruimte groter is dan of gelijk is aan de NVO van het bordes zelf. Ditzelfde principe geldt voor een ruimte voor horizontaal verkeer die uitsluitend dient voor het bereiken van een installatieruimte of een nooduitgang.
Bij de bepaling van de grenslijn moet een incidentele nis of uitsparing en een incidenteel uitspringen bouwdeel worden genegeerd, indien het grondvlak daarvan kleiner is dan 0,5 m².
Plat:De VVO van een gebouw is de GO vermeerderd met de correctie glaslijn. Deze correctie wordt berekend door van de raamopeningen in de buitengrenzingen de afstand tussen de meetlijn voor de NVO en de binnenkant van het glas op 1,5 m boven de vloer te bepalen en te vermenigvuldigen met de breedte van deze glasopeningen.

### Toe te rekenen delen van de VVO van algemene ruimten
De bepaalde VVO van een gebruikseenheid wordt vermeerderd met een deel van de VVO van de in dat gebouw gelegen algemene ruimten waarop die gebruikseenheid is aangewezen, met inbegrip van de algemene verkeersruimten gelegen tussen de toegang van die gebruikseenheid en die algemene ruimten, met dien verstande dat die algemene ruimten moeten zijn opgevat als een groep van ruimten. De omvang van dat deel moet zijn bepaald naar evenredigheid van de omvang van de bepaalde gezamenlijke verhuurbare oppervlakte van de op die algemene ruimten aangewezen gebruikseenheden.

### VVO van een gebouw
De VVO van een gebouw is de som van de bepaalde verhuurbare oppervlakte van alle tot het gebouw behorende binnenruimten.

## Toelichting
De BVO, de NVO en de tarraoppervlakte zijn bouwtechnisch bepaald. Voor het vaststellen van de GO is naast de bouwtechnische begrenzing ook de (bestemmings)functie van de ruimten bepalend. Een verder onderverdeling van de vloeroppervlakte is niet mogelijk zonder de functie of aard van het gebruik in de bepalingsmethode te betrekken. Bepaalde functies zullen bij het gebruik van het ene gebouwtype slechts een ondergeschikte rol vervullen terwijl het gebruik van dezelfde functies de doelstelling vormen voor een ander gebouwtype. Te denken valt aan de verkeersoppervlakte in een kantoorgebouw en dezelfde functie in een stationsgebouw.
De gebruikersoppervlakte is in de norm gedefinieerd om naast het beginsel van de "vrije-indeelbaarheidregels" te kunnen opstellen gekoppeld aan een oppervlaktemaatstaf voor een groep van ruimten en/of functies. Deze "vrije indeelbaarheid" is zowel voor woningen als voor kantoren, winkelcentra, scholen. ziekenhuizen en dergelijke gebouwtypen van belang om ruimte te bieden aan de steeds wisselende gebruikseisen.

## Installatie oppervlakte (NIO)
De NIO is de NVO van de ruimte voor alle gebouwinstallaties.

### Gebouwinstallatie
Een gebouwinstallatie is een installatie die voldoet aan de volgende criteria:
- De installatie is vast verbonden met het gebouw
- De installatie is overwegend gericht op het scheppen van de juiste condities voor het verblijven of werken in het gebouw
- De installatie is niet gericht op de productie van het bedrijf

Ruimten voor gebouwinstallaties zijn ruimten primair bestemd voor de daarin opgenomen:
- Verwarmingsinstallatie
- Rookgasafvoer en binnenriolering
- Installatie voor koud- en warmwatervoorziening
- Installatie voor gas en perslucht
- Installatie voor ruimtekoeling
- Installatie voor ventilatie en luchtbehandeling
- Elektrische centrale voor energievoorziening
- Kracht- en lichtinstallatie
- Communicatie installatie
- Transportinstallatie
- Beveiligingsinstallatie

## Verkeersoppervlakte

### Verticaal verkeersoppervlak
De verticaal verkeersoppervlakte is de NVO die wordt ingenomen door alle tot een gebouw behorende binnenruimten en voorzieningen voor verticaal verkeer. Vloeroppervlakte van open brand- of vluchttrappen aan de buitenzijde van het gebouw mogen niet tot de vloeroppervlakte van verticaal worden gerekend.

### Horizontaal verkeersoppervlak
De horizontaal verkeersoppervlakte is gelijk aan de som van de GO van de binnenruimten, die per bouwlaag uitsluitend of hoofdzakelijk dienen voor de verkeersontsluiting of de verkeersafwikkeling.
Tot deze ruimten behoren hallen en gangen en hiermee vergelijkbare ruimten die uitsluitend een verkeersfunctie hebben, maar ook ruimer gedimensioneerde verkeersruimten waarin plaats is voor wachtruimten, receptiebalies, expositieruimte, verkoopautomaten en dergelijke.
Circulatieruimte binnenruimten die direct zijn gericht op het gebruik van een gebouw is geen specifieke verkeersruimte en wordt gerekend tot de nuttige oppervlakte.

## Nuttige oppervlakte (NO)
De NO is dat deel van de NVO dat direct gericht is op de doelstelling en het gebruik van het gebouw of een deel daarvan. Dit is de som van de NVO van alle binnenruimten van het gebouw, met uitzondering van de ruimten waarvan installatieoppervlakte en verkeersoppervlakte worden bepaald. Afhankelijk van het gebouwtype kunnen de ruimten voor de NO verder worden gesplitst. Ook kan een multifunctionele ruimte in functiegebieden worden verdeeld.

## Brancheafhankelijke termen voor vloeroppervlak

### Verkoopvloeroppervlak (VVO in winkels)
De afkorting VVO wordt sporadisch ook gebruikt voor verkoopvloeroppervlak. Gangbaarder is inmiddels de term WVO (winkelvloeroppervlak). Het betreft het winkeloppervlak dat in gebruik is voor de directe verkoop van goederen. Het WVO wordt weergegeven in vierkante meters. De bruto-vloeroppervlakte (BVO) minus kantoren, kantines, toiletten, magazijnruimte, ontvangst goederenruimte, verwerkingsruimte en dergelijke. De afrekenruimte (kassa's e.d.) wordt hierbij wel meegeteld.